# Марк Фабій Дорсуон
Марк Фа́бій Дорсуо́н (лат. Marcus Fabius Dorsuo; IV ст. до н. е.) — політичний та військовий діяч часів Римської республіки, консул 345 року до н. е.

## Життєпис
Походив з патриціанського роду Фабіїв. Син Гая Фабія Дорсуона. У 345 році до н. е. Марка Фабія обрали консулом разом з Сервієм Сульпіцієм Камеріном Руфом. Воював з вольсками, сприяв захопленню їхнього міста Сора. Того ж року за наказом сенату (для війни з аврунками) обрав диктатора — ним став Луцій Фурій Камілл. У 340 році до н. е. Марка Фабія призначили інтеррексом для проведення виборів консулів.